# Municipio de Momostenango
Municipio de Momostenango är en kommun i Guatemala.   Den ligger i departementet Departamento de Totonicapán, i den västra delen av landet, 110 km väster om huvudstaden Guatemala City.
Följande samhällen finns i Municipio de Momostenango:
- Momostenango